# 親指のうずき
『親指のうずき』（おやゆびのうずき、英: By The Pricking of My Thumbs）は、アガサ・クリスティによる『トミーとタペンス』シリーズの推理小説である。作品は1968年11月にイギリスのコリンズ・クライム・クラブから初出版され、同じ年にアメリカ合衆国のドッド・ミード・アンド・カンパニーからも出版された。日本では深町眞理子が翻訳を担当し、現在はハヤカワ文庫内クリスティー文庫の49巻として収められている。発売時の定価は、イギリス版が21シリング（2023年時点の£23と同等）、アメリカ版が4.95ドル（2023年時点の$43と同等）である。
老境にさしかかったトミーとタペンスが、叔母の暮らしていた老人ホームから失踪した老人の行方を探し、過去の連続殺人事件を掘り起こす。
作品のタイトルは、作中でタペンスも言及する、ウィリアム・シェイクスピアの『マクベス』第4幕第1場で第2の魔女が言う次の台詞から引用されている。
By the pricking of my thumbs, / Something wicked this way comes.
ぴくぴく動くよ 親指が / 邪悪な何かがやってくる。

## あらすじ
小説は全4部・17章に分けられているが、各部の訳題は深町訳にならった。

### 第1部：サニー・リッジ
トミーとタペンスのベレスフォード夫妻は、トミーのおばであるエイダを訪ね、老人ホーム『サニー・リッジ』へ足を運ぶ。トミーがエイダおばと話している間、別室で待っているタペンスは、この老人ホームに住むランカスター夫人と話をしている。ランカスター夫人は、話の途中で突然「あれはあなたのお子さんでしたの？」と尋ね、暖炉の奥に子どもがいると話し出す。
3週間後、エイダは自然死し、葬儀を終えて遺品を引き取りに行った2人は、ランカスター夫人が突然ホームを立ち去ったことを知る。ホームの責任者であるミス・パッカードは、ジョンソン夫人と名乗る女性がランカスター夫人を引き取っていったと話す。エイダの遺品には、ランカスター夫人から譲られた、川辺に建つ家を描いた絵があったが、タペンスはその絵に不思議な見覚えがあることに気付く。夫妻は絵の処遇を巡ってランカスター夫人の行方を捜すが、すぐに行き詰まり、タペンスはランカスター夫人が何か事件に巻き込まれたのではないかと訝る。
この少し後、トミーは国際合同秘密機関連合 (IUAS) の会合に出かけ、ひとり家に残ったタペンスは、汽車から絵の家を見たと気付き、記憶と地図を元にこの家がある場所を絞り込む。

### 第2部：運河の家
タペンスはトミーが留守の間に、絵の家を探してサットン・チャンセラー（英: Sutton Chancellor）という小さな村を訪れる。彼女が村はずれにある絵の家を訪れると、家は奇妙なことに前後に仕切られていた。後面には中年のペリー夫妻が住んでいたが、運河に面した前面は数年間空き家になっていることが分かる。タペンスは家の情報を得ようと不動産屋に向かい、途中立ち寄ったサットン・チャンセラーの中心部で、年配の司祭、民宿を営むコプリー夫人、教区を駆け回る活動家で、スターク卿の元秘書だったミス・ネリー・ブライに出会う。教会の墓地には、「プライアリー屋敷」の持ち主フィリップ・スターク卿が、妻ジュリアを追悼した碑がある。コプリー夫人からは村の周囲でかつて起きた連続幼女殺害事件を聞かされ、ブライの家を訪れたタペンスは、カンバーランドの老人ホームに住むヨーク夫人宛の手紙を偶然見つける。
彼女は司祭を助けて、墓碑からある少女の名前を探す作業に取り掛かるが、突然後ろから殴りつけられ、気を失ってしまう。

### 第3部：失踪—主婦
トミーは IUAS の会合から帰るが、使用人のアルバートからタペンスが出かけたまま帰らないと告げられる。彼は出かける前のタペンスの様子から絵に手がかりがあると考える。作者がボスコワンだと分かったトミーは、彼の未亡人の元を訪れ、当時は無かった船が描き足されていることを聞き出す。また彼は、サニー・リッジの医師から連絡を受け、サニー・リッジの入居者ムーディー夫人がモルヒネ中毒で亡くなり、同様に死因に疑いがあるケースがあることを聞かされる。トミーはその足で知り合いの探偵アイヴァー・スミスの元を訪れ、サットン・チャンセラーの家が犯罪者の金品隠し場所に使われていたかもしれないという仮説を聞く。
タペンスは病院で目覚めるが逆行性健忘症に陥っている。彼女に関する新聞記事を読んだ夫妻の娘デボラからの連絡で、トミーはタペンスの居場所を突き止める。また、アルバートの発案でエイダの遺品だった机を調べ、隠し引き出しから、「ムーディー夫人がホームの殺人者を特定したと話していた」というエイダのメモを見つける。

### 第4部：教会があって塔がある、扉をあければひとがいる
タペンスは回復し、駆けつけたトミーと共に調査を始める。2人は暖炉からカットされていないダイアモンドを見つけ、タペンスが探していた墓からは盗品が見つかる。犯罪組織の存在を疑ったアイヴァー・スミスの提案で、情報を集めるためにパーティーが開かれ、ベレスフォード夫妻のほかに、フィリップ・スターク卿、ボスコワン夫人が招かれる。タペンスはスターク卿の素振りから多くを知っていることを見抜き、連続幼女殺害事件の犯人ではないかと疑う。翌日司祭を訪ねて教会に向かった彼女は、出くわしたブライに、彼女こそジョンソン夫人で、タペンスを殴りつけた本人だと言い当てる。
彼女は再び1人で絵の家を訪れ、ランカスター夫人とばったり出会う。ランカスター夫人は家の秘密の部分へタペンスを招き入れ、自分の人生を語る。彼女は意に反して妊娠中絶された後、贖罪と称して子どもたちを殺していた。『サニー・リッジ』での言葉は、タペンスが被害者の母親として彼女の犯罪を見抜いたと勘違いしてのものだった。ムーディー夫人は、ランカスター夫人の正体に気付いたために殺され、殺人に気付いたブライは彼女を別のホームへ連れて行った。そこまで話した後、ランカスター夫人は彼女を殺そうとする。
タペンスはすんでのところで助けられ、ランカスター夫人が、死んだことにされていたスターク卿の夫人ジュリアだったことが分かる。彼女は地元の旧家ウォレンダー家の末裔だったが、若い頃はバレリーナとして活動しつつ、犯罪組織にも関わっていた。この組織と縁が切れた頃、彼女はスターク卿と結婚した。スターク卿は結婚生活の中で、彼女の狂気と連続殺人事件に気付き、秘書だったブライに任せて、「子どもが同じ屋根の下に暮らさない場所を」と妻を老人ホームへと送っていた。ボスコワンの絵に描き足された船は、ジュリアが殺した子どもの名前を書き込んだため、スターク卿がそれを隠そうと描いたものだった。「ランカスター夫人」は、タペンスに飲ませようとした毒を煽って自殺している。事件が解決した後、ベレスフォード夫妻は2人で帰宅する。

## 制作
本作は、長編小説『秘密機関』（1922年）、短編集『おしどり探偵』（1929年）、長編小説『NかMか』（1941年）に次ぐ『トミーとタペンス』シリーズ27年ぶりの作品（4作目）である。この作品は、世界中の読者から寄せられたふたりのその後の人生を知りたいという要望に応えて書かれ、献辞の部分には「この国や他の国からわたしに向かってこう尋ねてくれる読者の皆さんへ—『トミーとタペンスに何が起こりましたか？彼らは今何をしていますか？』」（英: "to the many readers in this and other countries who write to me asking: 'What has happened to Tommy and Tuppence? What are they doing now?'"）と記されている。

## 文学的重要性と批評
フランシス・アイルズ（アントニー・バークリー・コックス）は、『ガーディアン』1968年12月13日号で次のように批評している。
『オブザーバー』紙の1968年11月17日号には、モーリス・リチャードソン（英: Maurice Richardson）が批評を掲載し、「彼女の最高傑作ではないが、気持ちの良い多幸感と邪悪な雰囲気とをつなぎ合わせた作品」と述べている。
またロバート・バーナードは次のように述べている。

## 映像化

### 映画
『アガサ・クリスティーの奥さまは名探偵』（フランス 2005年）
パスカル・トマ監督による、現代を舞台とするミステリーコメディ映画。

### テレビドラマ
アガサ・クリスティー ミス・マープル『親指のうずき』シーズン2 第3話（通算第7話） イギリス2006年放送
トミーが保安局 (MI6) の仕事で海外に行き、タペンスが村でミス・マープルに出会うという設定。そこからはミス・マープルが原作のトミーの役の一部を担う。その他、幾つかの登場人物や設定が変更されている。
- ミス・マープル: ジェラルディン・マクイーワン
- トミー・ベレズフォード: アンソニー・アンドリュース
- タペンス・ベレズフォード: グレタ・スカッキ
- ランカスター夫人: ジューン・ウィットフィールド - 老人ホームから失踪した女性
- フィリップ・スターク卿: レスリー・フィリップス - 村の名士
- ローズ・ウォーターズ: ミシェル・ライアン - 村に住む若い女性
- セプティマス・ブライ: チャールズ・ダンス - 牧師

## 出版歴

### 英語版（原語版）
- 1968年11月 - コリンズ・クライム・クラブ（英語版）（ロンドン）、ハードカバー、256ページ[18]
- 1968年 - ドッド・ミード・アンド・カンパニー（英語版）（ニューヨーク）、ハードカバー、275ページ
- 1969年 - ポケット・ブックス（英語版）（ニューヨーク）、ペーパーバック、208ページ
- 1971年 - フォンタナ・ブックス（英: Fontana Books、ハーパーコリンズのインプリント）、ペーパーバック、191ページ[19]
- 1987年 - アルヴァースクロフト・大活字本（英: Ulverscroft）、ハードカバー[20]
- 2000年 - シグネット（英: Signet、ニューヨーク）、ペーパーバック[21]

### 日本語訳
- アガサ・クリスティー 著、深町眞理子 訳『親指のうずき』早川書房〈世界ミステリシリーズ〉、1970年、284頁。 NCID BN1613174X。全国書誌番号:75060160。
- アガサ・クリスティー 著、深町眞理子 訳『親指のうずき』 HM 1‐10、早川書房〈ハヤカワ・ミステリ文庫〉、1976年、346頁。ISBN 4-15-070010-9。 NCID BA34378039。OCLC 21892859。全国書誌番号:75086553。
- アガサ・クリスティー 著、深町眞理子 訳『親指のうずき』 49巻、早川書房〈ハヤカワ文庫：クリスティー文庫〉、2004年9月15日、475頁。ISBN 978-4-15-130049-3。 NCID BA70207743。OCLC 675321077。全国書誌番号:20663983。